# 普卡拉山 (聖胡安德塔魯卡尼區)
16°27′34″S 70°58′44″W / 16.45944°S 70.97889°W

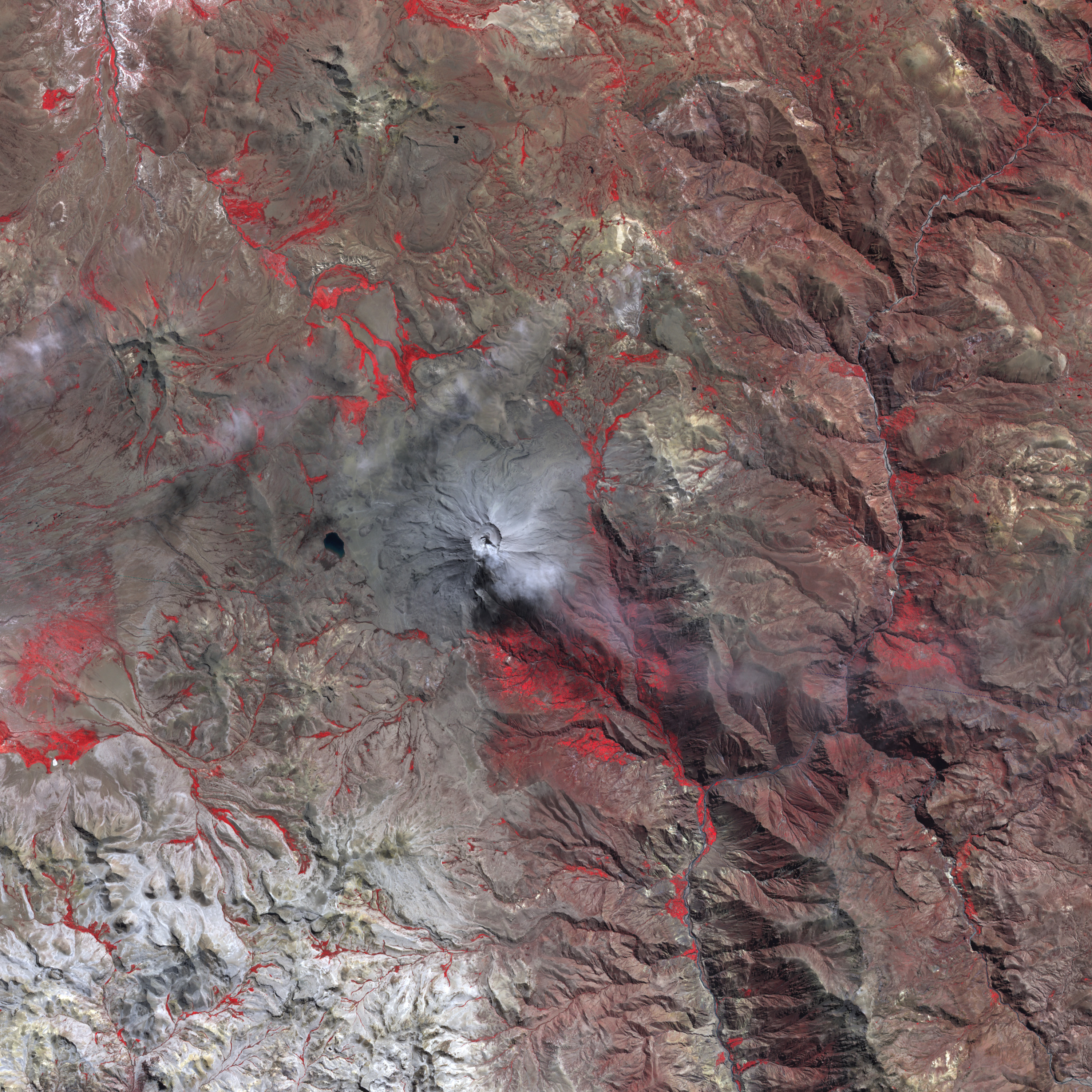

普卡拉山（Pukara），是秘魯的山峰，位於該國南部阿雷基帕大區，由阿雷基帕省的聖胡安德塔魯卡尼區負責管轄，屬於安地斯山脈的一部分，海拔高度5,000米。